# فرانتس روبو
فرانتس روبو (روسی: Франц Алексеевич Рубо; ۱۵ ژوئن ۱۸۵۶ – ۱۳ مارس ۱۹۲۸) نقاش، و استاد دانشگاه اهل روسیه بود. او در سال ۱۹۱۳ روسیه را به مقصد مونیخ ترک کرد. پس از شروع جنگ جهانی اول، روبو در تاریخ ۱۹ دسامبر ۱۹۱۴ رسما به شهروند آلمان شد.